# Herbert
Herbert – imię męskie pochodzenia germańskiego, Herbert. Wywodzi się od słowa oznaczającego „błyszczący”, „jaśniejący”. Patronem tego imienia jest św. Herbert, pustelnik z Cumberland wspominany 20 marca.
Oboczną formą imienia jest Herybert, niem. Heribert. Nie należy łączyć obu tych imion.
Herbert imieniny obchodzi 16 marca, jako wspomnienie św. Heryberta, arcybiskupa Kolonii, i 20 marca, jako wspomnienie św. Herberta, pustelnika z Cumberland. 

## Osoby noszące imię Herbert
- Herbert Bednorz – duchowny
- Herbert Joakim Berg – muzyk
- Herbert Grasemann – szachista
- Herbert Grönemeyer – aktor
- Herbert Lionel Adolphus Hart – filozof
- Herbert Emery Hitchcock – prawnik i polityk
- Herbert Hoover – polityk
- Herbert „Bert” Jansch – muzyk, założyciel grupy Pentagle
- Herbert von Karajan – dyrygent
- Herbert Morrison – polityk
- Herbert Simon – ekonomista, noblista
- Herbert Spencer – filozof
- Herbert Lee Washington – sprinter
- Herbert George Wells – pisarz

## Osoby noszące nazwisko Herbert
- Zbigniew Herbert – poeta, eseista